# Milorad Arsenijević
Milorad Arsenijević (v srbské cyrilici: Милорад Арсенијевић; 6. června 1906 – 18. března 1987) byl srbský a jugoslávský fotbalista a trenér. Byl členem jugoslávského týmu na Letních olympijských hrách 1928.

## Život
Narodil se ve Smederevu a vyrůstal v Šabaci. Ve 14 letech začal hrát za mládežnický tým místního týmu FK Mačva Šabac a později debutoval v seniorském týmu. Po absolvování střední školy se přestěhoval do Bělehradu, aby pokračoval ve studiu. Připojil se k BSK Bělehrad, jednomu z dominantních klubů tehdejšího jugoslávského fotbalu, kde strávil zbytek své kariéry jako jeden z hlavních obránců. 
Za jugoslávskou fotbalovou reprezentaci odehrál 52 zápasů, včetně Mistrovství světa ve fotbale v roce 1930. Po ukončení hráčské kariéry vedl Jugoslávii na Mistrovství světa ve fotbale 1950 a dlouhou dobu trénoval v bělehradském klubu FK Železničar Bělehrad. Zemřel v roce 1987 v Bělehradě.